# بارغتيهايد
بارغتيهايد (بالألمانية: Bargteheide) هي مدينة تقع في مقاطعة ستورمارن في شليسفيغ هولشتاين في ألمانيا يقدر عدد سكانها بحوالي 13,000 نسمة حسب إحصائيات عام (2001) ومساحتها 15.83 كم2 وترتفع عن سطح البحر 48 متر.